# Elecciones a la Asamblea de Madrid de 2007
Les elecciones a la Asamblea de Madrid de 2007 se celebraron en la Comunidad de Madrid el domingo, 27 de mayo, de acuerdo con el decreto de convocatoria dispuesto el 2 de abril de 2007 y publicado en el Boletín Oficial de la Comunidad de Madrid el día 3 de abril. Se eligieron los 120 diputados para la viii legislatura de la Asamblea de Madrid mediante un sistema proporcional (método d'Hondt) con listas cerradas y una cláusula de barrera del 5%.
El Partido Popular ganó las elecciones, obteniendo mayoría absoluta. Esperanza Aguirre fue ratificada como presidenta de Madrid con el apoyo del PP.

## Resultados
Solo tres candidaturas obtuvieron representación: la candidatura del Partido Popular (PP) encabezada por Esperanza Aguirre obtuvo 1 592 162 votos (67 escaños), la del Partido Socialista Obrero Español (PSOE) encabezada por Rafael Simancas 1 002 862 votos (42 escaños) y la de Izquierda Unida Comunidad de Madrid (IU-CM) encabezada por Inés Sabanés 264 782 votos (11 escaños). A continuación se detallan los resultados completos:
| Candidatura                                           | Candidatura                                           | Votos     | %                               | Escaños                         | ±                               |
| ----------------------------------------------------- | ----------------------------------------------------- | --------- | ------------------------------- | ------------------------------- | ------------------------------- |
|                                                       | Partido Popular (PP)                                  | 1 592 162 | 53,29                           | 67                              | 10                              |
|                                                       | Partido Socialista Obrero Español (PSOE)              | 1 002 862 | 33,57                           | 42                              | 3                               |
|                                                       | Izquierda Unida Comunidad de Madrid (IU-CM)           | 264 782   | 8,86                            | 11                              | 2                               |
| Los Verdes (VERDES)                                   | Los Verdes (VERDES)                                   | 33 044    | 1,11                            | 0                               | 0                               |
| Partido Antitaurino Contra el Maltrato Animal (PACMA) | Partido Antitaurino Contra el Maltrato Animal (PACMA) | 6877      | 0,23                            | 0                               | 0                               |
| Alternativa Española (AES)                            | Alternativa Española (AES)                            | 5039      | 0,17                            | 0                               | 0                               |
| Por Un Mundo Más Justo (PUM+J)                        | Por Un Mundo Más Justo (PUM+J)                        | 5024      | 0,17                            | 0                               | 0                               |
| Partido Comunista de los Pueblos de España (PCPE)     | Partido Comunista de los Pueblos de España (PCPE)     | 4231      | 0,14                            | 0                               | 0                               |
| Democracia Nacional (DN)                              | Democracia Nacional (DN)                              | 3518      | 0,12                            | 0                               | 0                               |
| Falange Española de las JONS (FE de las JONS)         | Falange Española de las JONS (FE de las JONS)         | 3123      | 0,10                            | 0                               | 0                               |
| La Falange (FE)                                       | La Falange (FE)                                       | 2675      | 0,09                            | 0                               | 0                               |
| Unidad Ciutadana (UC)                                 | Unidad Ciutadana (UC)                                 | 2099      | 0,07                            | 0                               | 0                               |
| Madrid es Castilla (MES)                              | Madrid es Castilla (MES)                              | 2074      | 0,07                            | 0                               | 0                               |
| Centro Democrático Español (CDL)                      | Centro Democrático Español (CDL)                      | 1816      | 0,06                            | 0                               | 0                               |
| Partido Humanista (PH)                                | Partido Humanista (PH)                                | 1757      | 0,06                            | 0                               | 0                               |
| Primero Madrid (PM)                                   | Primero Madrid (PM)                                   | 1667      | 0,06                            | 0                               | 0                               |
| Unión por Leganés (ULEG)                              | Unión por Leganés (ULEG)                              | 1422      | 0,05                            | 0                               | 0                               |
| Unión Centrista Liberal (UCL)                         | Unión Centrista Liberal (UCL)                         | 1335      | 0,04                            | 0                               | 0                               |
| Innovación Democrática (IN)                           | Innovación Democrática (IN)                           | 574       | 0,02                            | 0                               | 0                               |
| Partido Salvemos Telemadrid (PSTM)                    | Partido Salvemos Telemadrid (PSTM)                    | 0         | 0,00                            | 0                               | 0                               |
| Votos en blanco                                       | Votos en blanco                                       | 51 665    | 1,73                            | n/a                             | n/a                             |
| Votos válidos                                         | Votos válidos                                         | 2 987 746 | 100,00                          | 120                             |                                 |
| Vots nulos                                            | Vots nulos                                            | 13 454    | Participación: \| \| 67,31 % \| | Participación: \| \| 67,31 % \| | Participación: \| \| 67,31 % \| |
| Votantes                                              | Votantes                                              | 3 001 200 | Participación: \| \| 67,31 % \| | Participación: \| \| 67,31 % \| | Participación: \| \| 67,31 % \| |
| Electores                                             | Electores                                             | 4 458 989 | Participación: \| \| 67,31 % \| | Participación: \| \| 67,31 % \| | Participación: \| \| 67,31 % \| |
|                                                       | 67,31 %                                               |           |                                 |                                 |                                 |

## Diputados electos
A continuación se relacionan los diputados proclamados electos:
| Núm. | Nombre                                | Candidatura | Candidatura |
| ---- | ------------------------------------- | ----------- | ----------- |
| 1    | Esperanza Aguirre Gil de Biedma       |             | PP          |
| 2    | Rafael Simancas Simancas              |             | PSOE        |
| 3    | Jaime Ignacio González González       |             | PP          |
| 4    | Francisco José Granados Lerena        |             | PP          |
| 5    | Matilde Fernández Sanz                |             | PSOE        |
| 6    | Beatriz María Elorriaga Pisarik       |             | PP          |
| 7    | Andrés Rojo Cubero                    |             | PSOE        |
| 8    | Lucía Figar de Lacalle                |             | PP          |
| 9    | Juan José Güemes Barrios              |             | PP          |
| 10   | Inés Sabanés Nadal                    |             | IU-CM       |
| 11   | Ruth Porta Cantoni                    |             | PSOE        |
| 12   | Alfredo Prada Presa                   |             | PP          |
| 13   | Pedro Feliciano Sabando Suárez        |             | PSOE        |
| 14   | María Gádor Ongil Cores               |             | PP          |
| 15   | Alberto López Viejo                   |             | PP          |
| 16   | Carmen Menéndez González-Palenzuela   |             | PSOE        |
| 17   | Engracia Hidalgo Tena                 |             | PP          |
| 18   | Antonio Germán Beteta Barreda (es)    |             | PP          |
| 19   | Francisco Cabaco López                |             | PSOE        |
| 20   | María Paloma Adrados Gautier          |             | PP          |
| 21   | Gregorio Gordo Pradel                 |             | IU-CM       |
| 22   | María Helena Almazán Vicario          |             | PSOE        |
| 23   | María Cristina Cifuentes Cuencas      |             | PP          |
| 24   | Juan Soler-Espiauba Gallo             |             | PP          |
| 25   | José Luis Pérez Ráez                  |             | PSOE        |
| 26   | Regino García-Badell Arias            |             | PP          |
| 27   | Pilar Mercedes Lezcano Pastor         |             | PSOE        |
| 28   | María Carmen Álvarez-Arenas Cisneros  |             | PP          |
| 29   | David Pérez García                    |             | PP          |
| 30   | José Manuel Franco Pardo              |             | PSOE        |
| 31   | Luis Peral Guerra                     |             | PP          |
| 32   | María Caridad García Álvarez          |             | IU-CM       |
| 33   | Rosa María Posada Chapado             |             | PP          |
| 34   | María Encarnación Moya Nieto          |             | PSOE        |
| 35   | José Ignacio Echeverría Echániz       |             | PP          |
| 36   | José Quintana Viar                    |             | PSOE        |
| 37   | María Elvira Rodríguez Herrer         |             | PP          |
| 38   | María Carmen Rodríguez Flores         |             | PP          |
| 39   | María Mercedes Díaz Masso             |             | PSOE        |
| 40   | Juan Van-Halen Acedo                  |             | PP          |
| 41   | Modesto Nolla Estrada                 |             | PSOE        |
| 42   | Ana Isabel Mariño Ortega              |             | PP          |
| 43   | Miguel Ángel Reneses González-Solares |             | IU-CM       |
| 44   | Benjamín Martín Vasco                 |             | PP          |
| 45   | Adolfo Navarro Muñoz                  |             | PSOE        |
| 46   | Luis del Olmo Flórez                  |             | PP          |
| 47   | Josefa Dolores Pardo Ortiz            |             | PSOE        |
| 48   | Paloma Martín Martín                  |             | PP          |
| 49   | Pedro Muñoz Abrines                   |             | PP          |
| 50   | José Carmelo Cepeda García            |             | PSOE        |
| 51   | Elena de Utrilla Palombi              |             | PP          |
| 52   | Pedro Núñez Morgades                  |             | PP          |
| 53   | Fausto Fernández Díaz                 |             | IU-CM       |
| 54   | María Angeles Martínez Herrando       |             | PSOE        |
| 55   | José María de Federico Corral         |             | PP          |
| 56   | Francisco Contreras Lorenzo           |             | PSOE        |
| 57   | Francisco Javier Rodríguez Rodríguez  |             | PP          |
| 58   | Isabel Gema González González         |             | PP          |
| 59   | Francisco Javier Gómez Gómez          |             | PSOE        |
| 60   | Enrique Ruiz Escudero                 |             | PP          |
| 61   | Pilar Sánchez Acera                   |             | PSOE        |
| 62   | María Luz Bajo Prieto                 |             | PP          |
| 63   | Jesús Fermosel Díaz                   |             | PP          |
| 64   | Eulalia Vaquero Gómez                 |             | IU-CM       |
| 65   | César Augusto Giner Parreño           |             | PSOE        |
| 66   | Francisco de Borja Sarasola Jáudenes  |             | PP          |
| 67   | María Pilar Liébana Montijano         |             | PP          |
| 68   | María Antonia García Fernández        |             | PSOE        |
| 69   | Sonsoles Trinidad Aboín Aboín         |             | PP          |
| 70   | Jorge Gómez Moreno                    |             | PSOE        |
| 71   | Pablo Casado Blanco                   |             | PP          |
| 72   | María Nieves Margarita García Nieto   |             | PP          |
| 73   | José Antonio Díaz Martínez            |             | PSOE        |
| 74   | Álvaro Moraga Valiente                |             | PP          |
| 75   | Antero Ruiz López                     |             | IU-CM       |
| 76   | Fátima Peinado Villegas               |             | PSOE        |
| 77   | Jacobo Ramón Beltrán Pedreira         |             | PP          |
| 78   | María Nadia Álvarez Padilla           |             | PP          |
| 79   | Enrique Echegoyen Vera                |             | PSOE        |
| 80   | Jesús Adriano Valverde Bocanegra      |             | PP          |
| 81   | Eduardo Oficialdegui Alonso de Celada |             | PP          |
| 82   | Carmen García Rojas                   |             | PSOE        |
| 83   | Jaime González Taboada                |             | PP          |
| 84   | Antonio Fernández Gordillo            |             | PSOE        |
| 85   | Carlos Clemente Aguado                |             | PP          |
| 86   | Juan Ramón Sanz Arranz                |             | IU-CM       |
| 87   | Regina María Plañiol de Lacalle       |             | PP          |
| 88   | Iván García Yustos                    |             | PSOE        |
| 89   | Pilar Busó Borus                      |             | PP          |
| 90   | Rosa María Alcalá Chacón              |             | PSOE        |
| 91   | Francisco de Borja Carabante Muntada  |             | PP          |
| 92   | Colomán Trabado Pérez                 |             | PP          |
| 93   | Joaquín García Pontes                 |             | PSOE        |
| 94   | José Gabriel Astudillo López          |             | PP          |
| 95   | Rosa Yolanda Villavicencio Mapy       |             | PSOE        |
| 96   | Marta Escudero Díaz-Tejeiro           |             | PP          |
| 97   | María de los Reyes Montiel Mesa       |             | IU-CM       |
| 98   | María Isabel Redondo Alcaide          |             | PP          |
| 99   | Alejandro Fernández Martín            |             | PSOE        |
| 100  | José Cabrera Orellana                 |             | PP          |
| 101  | Raimundo Herraiz Romero               |             | PP          |
| 102  | Óscar Blanco Hortet                   |             | PSOE        |
| 103  | María Teresa Gómez-Limón Amador       |             | PP          |
| 104  | Esperanza Rozas Piña                  |             | PSOE        |
| 105  | Ana Camins Martínez                   |             | PP          |
| 106  | Federico Jiménez de Parga Maseda      |             | PP          |
| 107  | María Josefa Amat Ruiz                |             | IU-CM       |
| 108  | Juan Antonio Ruiz Castillo            |             | PSOE        |
| 109  | Pablo Morillo Casals                  |             | PP          |
| 110  | Livia Castillo Pascual                |             | PSOE        |
| 111  | Alfonso Bosch Tejedor                 |             | PP          |
| 112  | María Isabel Barreiro Fernández       |             | PP          |
| 113  | Adolfo Piñedo Simal                   |             | PSOE        |
| 114  | María del Carmen Martín Irañeta       |             | PP          |
| 115  | José Ignacio Fernández Rubio          |             | PP          |
| 116  | Francisco Hernández Ballesteros       |             | PSOE        |
| 117  | José María Arribas del Barrio         |             | PP          |
| 118  | Fernando Camaño Gómez                 |             | IU-CM       |
| 119  | María Dolores Rodríguez Gabucio       |             | PSOE        |
| 120  | Ignacio González Velayos              |             | PP          |

## Investidura de la presidenta de la Comunidad de Madrid
El 19 de junio de 2007 Esperanza Aguirre (PP) fue investida presidenta de la Comunidad de Madrid.
| Candidato              | Fecha                                                    | Voto       |    |    |    | Total  |
| ---------------------- | -------------------------------------------------------- | ---------- | -- | -- | -- | ------ |
| Esperanza Aguirre (PP) | 19 de junio de 2007 Mayoría requerida: Absoluta (61/120) | Sí         | 67 |    |    | 67/120 |
| Esperanza Aguirre (PP) | 19 de junio de 2007 Mayoría requerida: Absoluta (61/120) | No         |    | 42 | 11 | 53/120 |
| Esperanza Aguirre (PP) | 19 de junio de 2007 Mayoría requerida: Absoluta (61/120) | Abstención |    |    |    | 0/120  |